# Marrubium aschersonii
Marrubium aschersonii là một loài thực vật có hoa trong họ Hoa môi. Loài này được Magnus mô tả khoa học đầu tiên năm 1882.